# Rallye Monte-Carlo 2014
Le Rallye Monte-Carlo 2014 est la 1re manche du championnat du monde des rallyes 2014. Il se déroule du 14 au 19 janvier 2014 avec un Shakedown à Gap le 15 et l'arrivée le dimanche 19 sur le parvis du Palais de Monaco.

## Présentation et déroulement
Le rallye se déroule en 3 étapes de 15 épreuves spéciales d'un total de 383,88 km sur les routes des Hautes-Alpes, des Alpes-de-Haute-Provence et des Alpes-Maritimes dans le sud-est de la France. Les conditions météo rendent la chaussée très changeante passant de la pluie et la neige sur les premières spéciales à d'autres portions sèches, la fin du parcours toujours très pluvieuse à basse altitude se voit amputée du deuxième passage du Turini à cause de la neige.
Sébastien Ogier, second à l'arrivée en 2013 derrière Loeb, prend la tête après le shakedown. Les premières spéciales ne lui sont pas favorables et profitent à Robert Kubica puis à Bryan Bouffier dans la première étape. Il refait sont retard dans la deuxième étape pour prendre la tête de la course. Malgré les intempéries sur les Alpes-maritimes, l'étape du samedi voit Ogier creuser l'écart dans les spéciales de l'après-midi. Les fortes chutes de neige dans le col de Turini entraînent l'accident de J. Melicharec et l'organisation décide de la neutraliser pour la transformer en simple liaison. Sébastien Ogier termine le rallye en tête avec 7 temps scratch devant son compatriote Bryan Bouffier, le britannique Kris Meeke complète le podium.
Mais le Monte-Carlo c'est aussi le rallye de nombreux pilotes semi-professionnels ou amateurs, et des 68 équipages qui ont pris le départ à Gap seuls 40 sont arrivés à Monaco avec en particulier la voiture des sœurs Jaussaud, seul équipage féminin.

## Résultats

### Classement final
| Rang | Pilote                    | Copilote                  | Numéro | Voiture               | Écurie                      | Temps             | Écart          | Points |
| ---- | ------------------------- | ------------------------- | ------ | --------------------- | --------------------------- | ----------------- | -------------- | ------ |
| 1.   | Sébastien Ogier (FRA)     | Julien Ingrassia (FRA)    | 1      | Volkswagen Polo WRC R | Volkswagen Motorsport       | 3 h 55 min 14 s 4 | --             | 272    |
| 2.   | Bryan Bouffier (FRA)      | Xavier Panseri (FRA)      | 11     | Ford Fiesta RS WRC    | M-Sport WRT                 | 3 h 56 min 33 s 3 | +1 min 18 s 9  | 18     |
| 3.   | Kris Meeke (GBR)          | Paul Nagle (IRL)          | 3      | Citroen DS3 WRC       | Citroën Total Abu Dhabi WRT | 3 h 57 min 08 s 7 | +1 min 54 s 3  | 161    |
| 4.   | Mads Østberg (NOR)        | Jonas Andersson (SWE)     | 4      | Citroën DS3 WRC       | Citroën Total Abu Dhabi WRT | 3 h 59 min 08 s 3 | +3 min 53 s 9  | 12     |
| 5.   | Jari-Matti Latvala (FIN)  | Miikka Anttila (FIN)      | 2      | Volkswagen Polo WRC R | Volkswagen Motorsport       | 4 h 01 min 22 s 7 | +6 min 08 s 3  | 133    |
| 6.   | Elfyn Evans (GBR)         | Daniel Barrit (GBR)       | 6      | Ford Fiesta RS WRC    | M-Sport WRT                 | 4 h 03 min 51 s 8 | +8 min 37 s 4  | 8      |
| 7.   | Andreas Mikkelsen (NOR)   | Mikko Markkula (fi) (SWE) | 9      | Volkswagen Polo WRC R | Volkswagen Motorsport       | 4 h 06 min 56 s 6 | +11 min 42 s 3 | 6      |
| 8.   | Jaroslav Melicharek (SVN) | E. Melicharek (SVN)       | 22     | Ford Fiesta RS WRC    | Slovakia World Rally Team   | 4 h 17 min 10 s 6 | +21 min 56 s 2 | 4      |
| 9.   | Matteo Gamba (ITA)        | N. Arena (ITA)            | 48     | Peugeot 2007 S2000    |                             | 4 h 19 min 05 s 1 | +23 min 50 s 7 | 2      |
| 10.  | Yuriy Protasov (UKR)      | P. Cherepin (UKR)         | 31     | Ford Fiesta R5        |                             | 4 h 20 min 57 s 5 | +25 min 43 s 1 | 1      |

3, 2, 1 : y compris les 3, 2 et 1 points attribués aux trois premiers de la spéciale télévisée (power stage).

### Spéciales chronométrées
| Étape            | Spéciale | Heure   | Nom                                 | Distance | Vainqueur                | Temps         | Leader                |
| ---------------- | -------- | ------- | ----------------------------------- | -------- | ------------------------ | ------------- | --------------------- |
| (15 janvier)     | ES0      |         | Shakedown - Chateauvieux (D245)     | 3,60 km  | Sébastien Ogier (FRA)    | 2 min 15 s 3  | Sébastien Ogier (FRA) |
| 1re (16 janvier) | ES1      | 07 h 28 | Orpierre – Saint André de Rosans 1  | 25,49 km | Robert Kubica (POL)      | 18 min 39 s 2 | Robert Kubica (POL)   |
| 1re (16 janvier) | ES2      | 08 h 16 | Rosans – Sainte Marie – La Charce 1 | 17,98 km | Robert Kubica (POL)      | 12 min 19 s 1 | Robert Kubica (POL)   |
| 1re (16 janvier) | ES3      | 09 h 49 | Montauban sur l’Ouvèze – Laborel 1  | 19,34 km | Bryan Bouffier (FRA)     | 14 min 04 s 1 | Bryan Bouffier (FRA)  |
| 1re (16 janvier) | ES4      | 13 h 32 | Orpierre – Saint André de Rosans 2  | 25,49 km | Jari-Matti Latvala (FIN) | 15 min 52 s 5 | Bryan Bouffier (FRA)  |
| 1re (16 janvier) | ES5      | 14 h 20 | Rosans – Sainte Marie – La Charce 2 | 17,98 km | Sébastien Ogier (FRA)    | 11 min 54 s 1 | Bryan Bouffier (FRA)  |
| 1re (16 janvier) | ES6      | 15 h 53 | Montauban sur l’Ouvèze – Laborel 2  | 19,34 km | Sébastien Ogier (FRA)    | 11 min 11 s 9 | Bryan Bouffier (FRA)  |
| 2e (17 janvier)  | ES7      | 08 h 48 | Vitrolles – Faye 1                  | 49,03 km | Sébastien Ogier (FRA)    | 29 min 00 s 1 | Bryan Bouffier (FRA)  |
| 2e (17 janvier)  | ES8      | 10 h 41 | Selonnet – Bréziers                 | 22,68 km | Bryan Bouffier (FRA)     | 14 min 10 s 0 | Bryan Bouffier (FRA)  |
| 2e (17 janvier)  | ES9      | 13 h 09 | Vitrolles – Faye 2                  | 49,03 km | Sébastien Ogier (FRA)    | 29 min 14 s 1 | Sébastien Ogier (FRA) |
| 2e (17 janvier)  | ES10     | 14 h 32 | Sisteron – Thoard                   | 36,85 km | Sébastien Ogier (FRA)    | 22 min 03 s 3 | Sébastien Ogier (FRA) |
| 2e (17 janvier)  | ES11     | 18 h 00 | Clumanc – Lambruisse                | 20,77 km | Jari-Matti Latvala (FIN) | 13 min 55 s 8 | Sébastien Ogier (FRA) |
| 3e (18 janvier)  | ES12     | 14 h 48 | La Bollène Vésubie – Moulinet 1     | 23,40 km | Sébastien Ogier (FRA)    | 19 min 28 s 9 | Sébastien Ogier (FRA) |
| 3e (18 janvier)  | ES13     | 15 h 41 | Sospel – Breil sur Roya 1           | 16,55 km | Sébastien Ogier (FRA)    | 10 min 12 s 5 | Sébastien Ogier (FRA) |
| 3e (18 janvier)  | ES14     | 20 h 12 | La Bollène Vésubie – Moulinet 2     | 23,40 km | ANNULÉE                  | ANNULÉE       | Sébastien Ogier (FRA) |
| 3e (18 janvier)  | ES15     | 21 h 05 | Sospel – Breil sur Roya 2           | 16,55 km | Jari-Matti Latvala (FIN) | 10 min 41 s 5 | Sébastien Ogier (FRA) |

## Classements au championnat après l'épreuve

### Classement des pilotes
Selon le système de points en vigueur, les 10 premiers équipages remportent des points, 25 points pour le premier, puis 18, 15, 12, 10, 8, 6, 4, 2 et 1.
| Rang | Pilote              | Rallyes | Rallyes | Rallyes | Rallyes | Rallyes | Rallyes | Rallyes | Rallyes | Rallyes | Rallyes | Rallyes | Rallyes | Rallyes | Total points |
| Rang | Pilote              | MON     | SUE     | MEX     | POR     | ARG     | ITA     | POL     | FIN     | GER     | AUS     | FRA     | ESP     | GBR     | Total points |
| ---- | ------------------- | ------- | ------- | ------- | ------- | ------- | ------- | ------- | ------- | ------- | ------- | ------- | ------- | ------- | ------------ |
| 1er  | Sébastien Ogier     | 272     | -       | -       | -       | -       | -       | -       | -       | -       | -       | -       | -       | -       | 27           |
| 2e   | Bryan Bouffier      | 18      | -       | -       | -       | -       | -       | -       | -       | -       | -       | -       | -       | -       | 18           |
| 3e   | Kris Meeke          | 161     | -       | -       | -       | -       | -       | -       | -       | -       | -       | -       | -       | -       | 16           |
| 4e   | Jari-Matti Latvala  | 133     | -       | -       | -       | -       | -       | -       | -       | -       | -       | -       | -       | -       | 13           |
| 5e   | Mads Østberg        | 12      | -       | -       | -       | -       | -       | -       | -       | -       | -       | -       | -       | -       | 12           |
| 6e   | Elfyn Evans         | 8       | -       | -       | -       | -       | -       | -       | -       | -       | -       | -       | -       | -       | 8            |
| 7e   | Andreas Mikkelsen   | 6       | -       | -       | -       | -       | -       | -       | -       | -       | -       | -       | -       | -       | 6            |
| 8e   | Jaroslav Melicharek | 4       | -       | -       | -       | -       | -       | -       | -       | -       | -       | -       | -       | -       | 4            |
| 9e   | Matteo Gamba        | 2       | -       | -       | -       | -       | -       | -       | -       | -       | -       | -       | -       | -       | 2            |
| 10e  | Yuriy Protasov      | 1       | -       | -       | -       | -       | -       | -       | -       | -       | -       | -       | -       | -       | 1            |

| Couleur | Résultat                                                         |
| ------- | ---------------------------------------------------------------- |
| Or      | Vainqueur                                                        |
| Argent  | 2e place                                                         |
| Bronze  | 3e place                                                         |
| Vert    | Classé, dans les points                                          |
| Bleu    | Classé, hors des points Non classé (Nc.)                         |
| Mauve   | Abandon (Ab.) Retrait (Re.)                                      |
| Noir    | Disqualifié (Dq.)                                                |
| Blanc   | N'a pas pris le départ (Np.) Forfait (Forf.) Épreuve annulée (A) |
| Aucune  | N'a pas participé (-)                                            |

3, 2, 1 : y compris les 3, 2 et 1 points attribués aux trois premiers de la spéciale télévisée (power stage).

### Classement des constructeurs
| Rang | Équipe                                   | Rallyes | Rallyes | Rallyes | Rallyes | Rallyes | Rallyes | Rallyes | Rallyes | Rallyes | Rallyes | Rallyes | Rallyes | Rallyes | Total points |
| Rang | Équipe                                   | MON     | SUE     | MEX     | POR     | ARG     | ITA     | POL     | FIN     | GER     | AUS     | FRA     | ESP     | GBR     | Total points |
| ---- | ---------------------------------------- | ------- | ------- | ------- | ------- | ------- | ------- | ------- | ------- | ------- | ------- | ------- | ------- | ------- | ------------ |
| 1er  | Volkswagen Motorsport                    | 37      | -       | -       | -       | -       | -       | -       | -       | -       | -       | -       | -       | -       | 37           |
| 2e   | Citroën Total Abu Dhabi World Rally Team | 33      | -       | -       | -       | -       | -       | -       | -       | -       | -       | -       | -       | -       | 33           |
| 3e   | M-Sport World Rally Team                 | 10      | -       | -       | -       | -       | -       | -       | -       | -       | -       | -       | -       | -       | 10           |
| 4e   | Volkswagen Motorsport II                 | 8       | -       | -       | -       | -       | -       | -       | -       | -       | -       | -       | -       | -       | 8            |
| 5e   | Jipocar Czech National Team              | 0       | -       | -       | -       | -       | -       | -       | -       | -       | -       | -       | -       | -       | 0            |
| 6e   | Hyundai Shell World Rally Team           | 0       | -       | -       | -       | -       | -       | -       | -       | -       | -       | -       | -       | -       | 0            |
| 7e   | RK M-Sport World Rally Team              | 0       | -       | -       | -       | -       | -       | -       | -       | -       | -       | -       | -       | -       | 0            |